# Aegialomys
Aegialomys és un gènere de rosegador de la família dels cricètids que viu a les muntanyes i planes de l'oest de l'Equador continental, el Perú i les Illes Galápagos. Conté dues espècies. El nom genèric Aegialomys deriva de les paraules gregues αιγιαλός ('costa') i μῦς ('ratolí'). L'esquena és de color gris fins a marró groguenc i la pell de la panxa de color blanc i groc clar. Les orelles són bastant curtes.